# バロン (カクテル)
バロンとは、ジンをベースとするカクテルであり、ショートドリンク（ショートカクテル）に分類される。なお、カクテル名のバロンは、男爵を意味する。

## 標準的なレシピ
- ドライ・ジン ： ドライ・ベルモット ＝ 2：1
- オレンジ・キュラソー ＝ 6dash
- スイート・ベルモット ＝ 2dash

### 作り方
ドライ・ジン、ドライ・ベルモット、オレンジ・キュラソー、スイート・ベルモットをシェークして、カクテル・グラス（容量75〜90ml程度）に注げば完成である。

### 備考
- オレンジ・キュラソーとスイート・ベルモットについては、それぞれ1dash〜1tspの範囲で分量が変更されることがある。
- レモンの果皮を用意して、仕上げに精油を飛ばしかけることもある[1]。
- ミキシング・グラスでステアすることによって作ることもある。